# Бад-Дрибург
Бад-Дрибург (нем. Bad Driburg) — город в Германии, в земле Северный Рейн-Вестфалия.
Подчинён административному округу Детмольд. Входит в состав района Хёкстер.  Население составляет 18 959 человек (на 31 декабря 2010 года). Занимает площадь 115,07 км². Официальный код  —  05 7 62 004.
Город подразделяется на 10 городских районов.

## Известные уроженцы, жители
Фридрих Вильгельм Вебер (нем. Friedrich Wilhelm Weber; 25 декабря 1813, Бад-Дрибург, — 5 апреля 1894, Нихайм) — немецкий поэт.

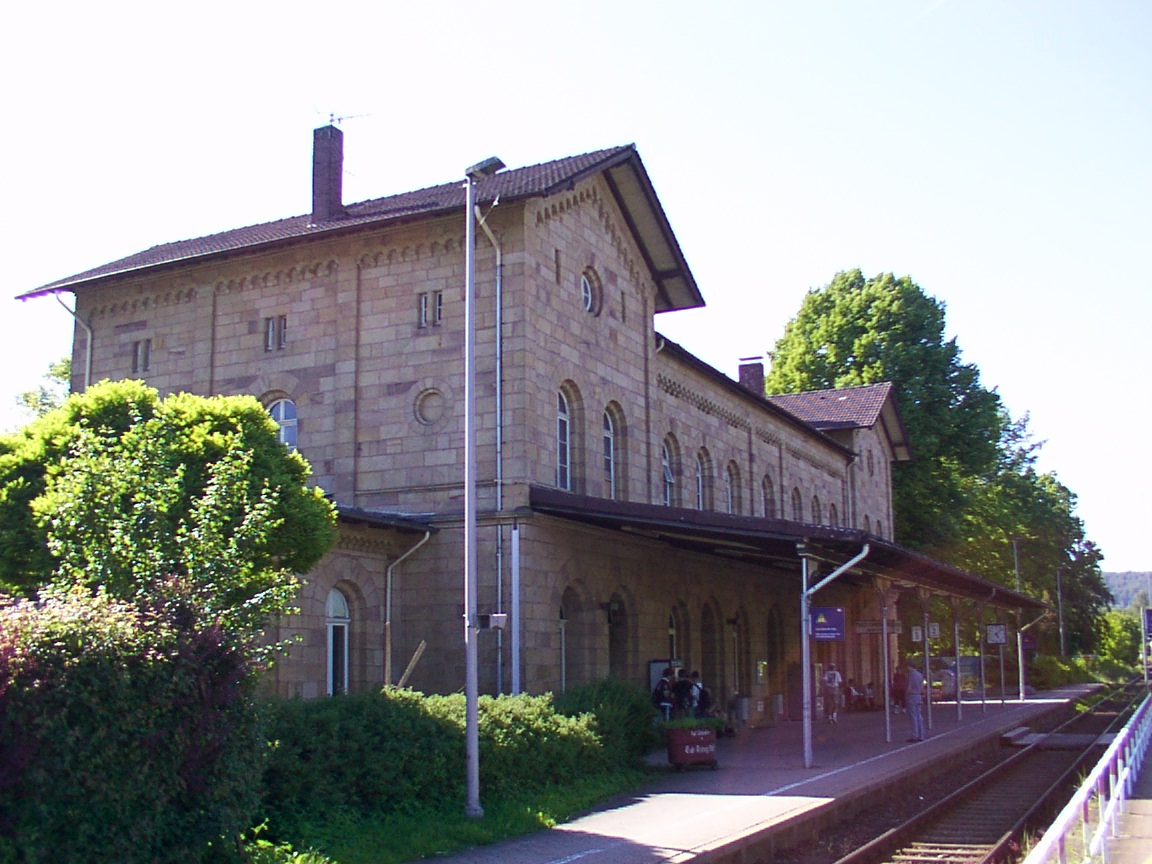
Бад-Дрибург